# Lake Topsy
Der Lake Topsy ist ein See im Westland District der Region West Coast auf der Südinsel von Neuseeland.

## Geographie
Der Lake Topsy befindet sich rund 1,3 km westlich des Moeraki River und rund 2,3 km südlich des Lake Moeraki. Der in diesem Abschnitt als Haast Highway bezeichnete New Zealand State Highway zieht rund 1,5 km östlich vorbei. Der See besitzt eine länglich Form, die über eine Länge von rund 600 m in Ost-West-Richtung nicht hinausgeht. Die Breite des Sees mist maximal rund 200 m und seine Flächenausdehnung kommt auf rund 1 Hektar.
Zuflüsse des Sees sind nicht erkennbar. Der Reguläre Abfluss des Sees findet an seiner westlichen Seite über einen unbenannten Bach in Richtung des Rocky River statt.